# Lia McHugh
Lia McHugh, född den 18 november 2005 i Pittsburgh, Pennsylvania, är en amerikansk skådespelare.
McHugh har bland annat medverkat i filmerna The Lodge från 2019 och Eternals från 2021. Hon har även medverkat i TV-serien American Woman från 2018.

## Filmografi (i urval)
- 2018: American Woman
- 2019: The Lodge
- 2023: Eternals